# Nilvadipine
Nilvadipine là một thuốc chẹn kênh calci (CCB) được sử dụng để điều trị tăng huyết áp và tắc động mạch não lớn mạn tính.
Các nghiên cứu hóa học bệnh lý đã tiết lộ rằng khối lượng nhồi máu trong mô hình tắc động mạch não giữa có thể được giảm bởi nilvadipine.

## Nghiên cứu thực nghiệm
Nilvadipine đã được thử nghiệm trong thử nghiệm lâm sàng như là một phương pháp điều trị có thể đối với bệnh Alzheimer ở Ireland bởi Viện Roskamp, Florida, Hoa Kỳ và Trinity College, Ireland. Sau nghiên cứu này, một tập đoàn nghiên cứu quốc tế do Trinity College Dublin (Ireland) đứng đầu vào tháng 5 năm 2011 đã công bố lựa chọn tài trợ cho một thử nghiệm lâm sàng quy mô lớn của châu Âu về nilvadipine. Hơn 500 bệnh nhân mắc bệnh Alzheimer đã tham gia vào thử nghiệm lâm sàng đa trung tâm giai đoạn III được thiết kế để nghiên cứu hiệu quả của nilvadipine. 